# Parantica decolorata
Parantica decolorata är en fjärilsart som beskrevs av Hans Fruhstorfer 1910. Parantica decolorata ingår i släktet Parantica och familjen praktfjärilar. Inga underarter finns listade i Catalogue of Life.